# Loreto di Casinca
Loreto di Casinca (in francese Loreto-di-Casinca, in corso Loretu di Casinca) è un comune francese di 258 abitanti situato nel dipartimento dell'Alta Corsica nella regione della Corsica.

## Monumenti e luoghi d'interesse
- Chiesa di Sant'Andrea

## Società

### Evoluzione demografica
Abitanti censiti